# حارة الوديعة (كريتر)

تعديل مصدري - تعديل

حارة الوديعة هي إحدى حارات حي أول مايو الواقع بمديرية كريتر التابعة لمحافظة عدن، بلغ تعداد سكانها 2713 نسمة حسب تعداد اليمن لعام 2004.